# Tension stiffening
Il termine anglosassone tension stiffening è utilizzato per descrivere l'azione di irrigidimento che il calcestruzzo teso (integro), compreso fra due fessure contigue, esplica sulle barre di armatura in una struttura in calcestruzzo armato inflessa o tesa.
L'effetto irrigidente fa sì che la deformazione media dell'acciaio d'armatura εsm, compreso fra due fessure, sia inferiore a quella che si otterrebbe nell'ipotesi di calcestruzzo non reagente a trazione.
In quest'ultimo caso si avrebbe
εsm = σs/Es
dove:
- σs è la tensione di lavoro dell'acciaio
- Es è il modulo di Young dell'acciaio.

Detto valore in realtà si attinge puntualmente in corrispondenza della fessura dove non c'è l'interferenza del calcestruzzo teso. 
In realtà fra due fessure c'è il calcestruzzo integro, pertanto l'aderenza acciaio - calcestruzzo determina il trasferimento di sforzi dall'armatura al conglomerato teso  con diminuzione della deformazione media dell'acciaio.
Eurocodice2-1992 e il CEB -1993  fanno riferimento alla seguente formula semplificata per la determinazione di εsm:
- εsm = σs/Es〈(1-β1β2(σcr/σs)2〉

con:
- εsm = deformazione media dell'acciaio fra due fessure consecutive
- σs = tensione di lavoro dell'armatura a sezione fessurata
- σcr = tenisone di lavoro dell'armatura sotto lo sforzo di prima fessurazione
- β1 = coefficiente di aderenza. Per barre ad aderenza migliorata è = 1; per barre lisce è = 0,5
- β2 = coefficiente di durata del carico. per carichi di breve durata è = 1, per carichi di lunga durata o ciclici è = 0,5.

Nella formula β1β2(σcr/σs)2
rappresenta il termine legato all'effetto tension stiffening.